# Joachim Aigner
Joachim Aigner (* 3. März 1976 in Ried im Innkreis) ist ein österreichischer Politiker (MFG). Seit Mai 2021 ist er Landessprecher der Partei MFG, deren Spitzenkandidat er bei der Landtagswahl in Oberösterreich 2021 war. Am 23. Oktober 2021 wurde er als Abgeordneter zum Oberösterreichischen Landtag angelobt. Seit Februar 2023 fungiert er als MFG-Bundesparteiobmann.

## Leben

### Ausbildung und Beruf
Joachim Aigner besuchte die Handelsakademie in Ried im Innkreis. Nach der Matura absolvierte er 1995/96 den Präsenzdienst. 1996 legte er die Buchhalterprüfung ab, 1997 die Lohnverrechnerprüfung, 1999 die Bilanzbuchhalterprüfung und 2002 die kommissionelle Unternehmensberaterprüfung am Wirtschaftsförderungsinstitut (WIFI) Oberösterreich. Von 2002 bis 2007 studierte er berufsbegleitend an der Universität Linz Wirtschaftswissenschaften, 2006 begann er dort ein Wirtschaftsrechts-Studium.
Seit 2000 ist er als selbständiger Buchhalter und seit 2002 als selbständiger Unternehmensberater tätig, außerdem in der Steuerberatung, Unternehmensentwicklung, Unternehmenssanierung und als Trainer sowie Redner. Seit 2004 ist er auch Geschäftsführer der GZ-Betriebs GmbH, Betreiber des Gründer- und Gewerbezentrums in Schildorn, Bezirk Ried i.I., wo auch der Sitz seiner Steuer- und Unternehmensberaterskanzlei ist.
Aigner ist verheiratet und Vater von vier Söhnen bzw. Stiefsöhnen.

### Politik
Bei der Landtagswahl in Oberösterreich 2021 kandidierte Aigner als Spitzenkandidat für die im Februar 2021 gegründete Partei MFG Österreich – Menschen Freiheit Grundrechte, die 6,23 Prozent der gültigen Stimmen erreichte und damit mit drei Mandaten – neben Aigner Dagmar Häusler sowie Klubobmann Manuel Krautgartner – den Einzug in den Oberösterreichischen Landtag schaffte.
Am 23. Oktober 2021 wurde er in der konstituierenden Sitzung der XXIX. Gesetzgebungsperiode als Abgeordneter zum Oberösterreichischen Landtag angelobt.
Am 12. Februar 2023 wurde Aigner als Nachfolger von Michael Brunner, der Ehrenobmann bleibt, zum Bundesparteiobmann gewählt. Am 1. Juli 2024 gab er bekannt, als Spitzenkandidat der MFG bei der Nationalratswahl 2024 kandidieren zu wollen.